# Bartolomeo Pinelli
Bartolomeo Pinelli (Roma, 20 novembre 1781 – Roma, 1º aprile 1835) è stato un incisore, pittore e ceramista italiano.

Bartolomeo Pinelli

Artista grafico estremamente prolifico, secondo recenti stime avrebbe prodotto circa quattromila incisioni e diecimila disegni.
Nelle sue stampe illustrò i costumi dei popoli italiani, i grandi capolavori della letteratura (Eneide, Divina Commedia, Orlando furioso, Gerusalemme liberata, Don Chisciotte della Mancia, Manzoni), e soggetti della storia romana, greca, napoleonica eccetera. Il tema in generale più ricorrente è Roma, i suoi abitanti, i suoi monumenti, la città antica e quella a lui contemporanea. Egli ebbe fra i propri allievi il noto ritrattista goriziano Giuseppe Tominz.
La sua opera di illustratore possiede, oltre all'intrinseco valore artistico, un rilevante significato documentario per l'etnografia di Roma, dell'Italia e della Svizzera.

## Biografia

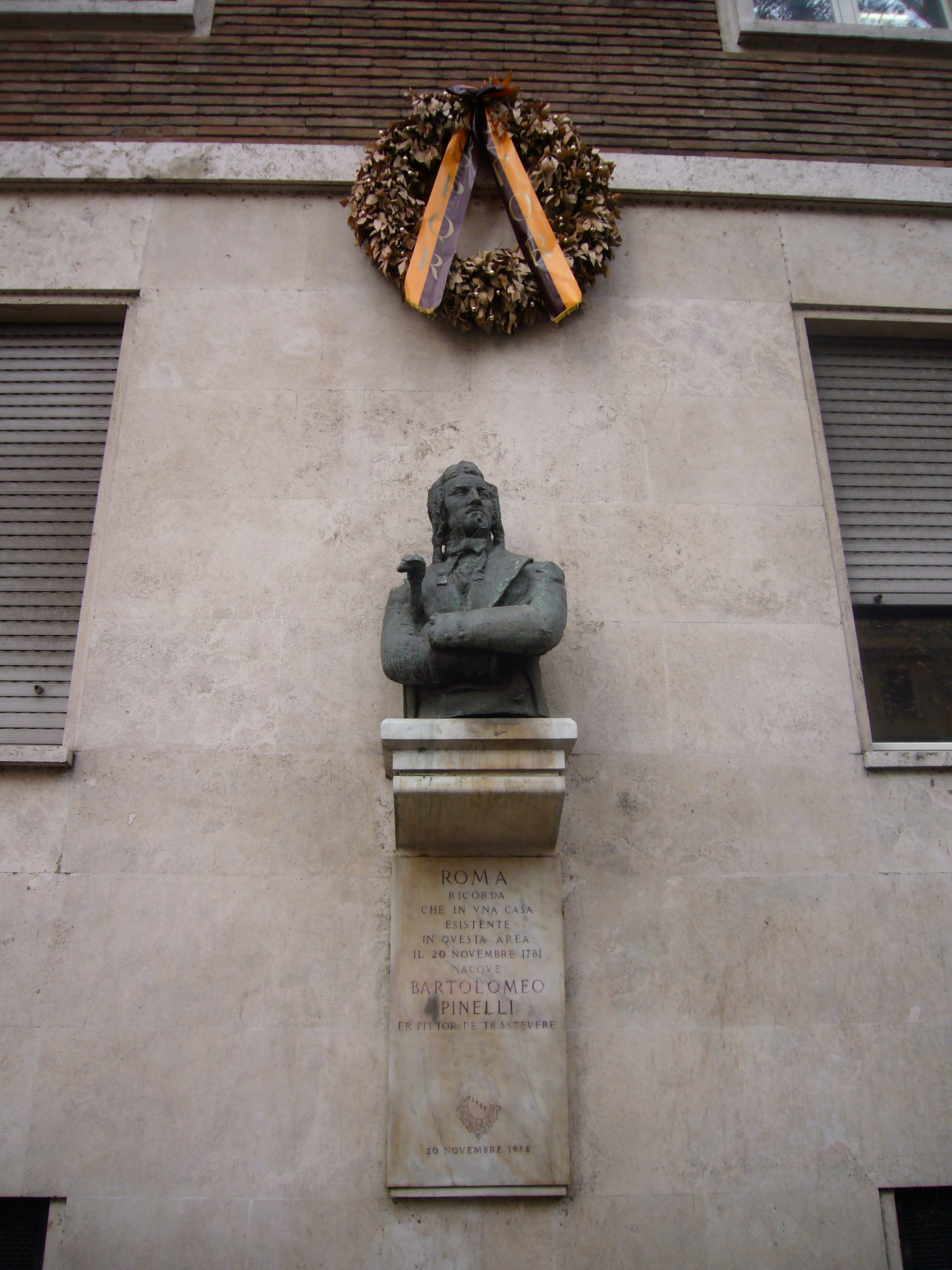
Busto commemorativo di B. Pinelli a Trastevere

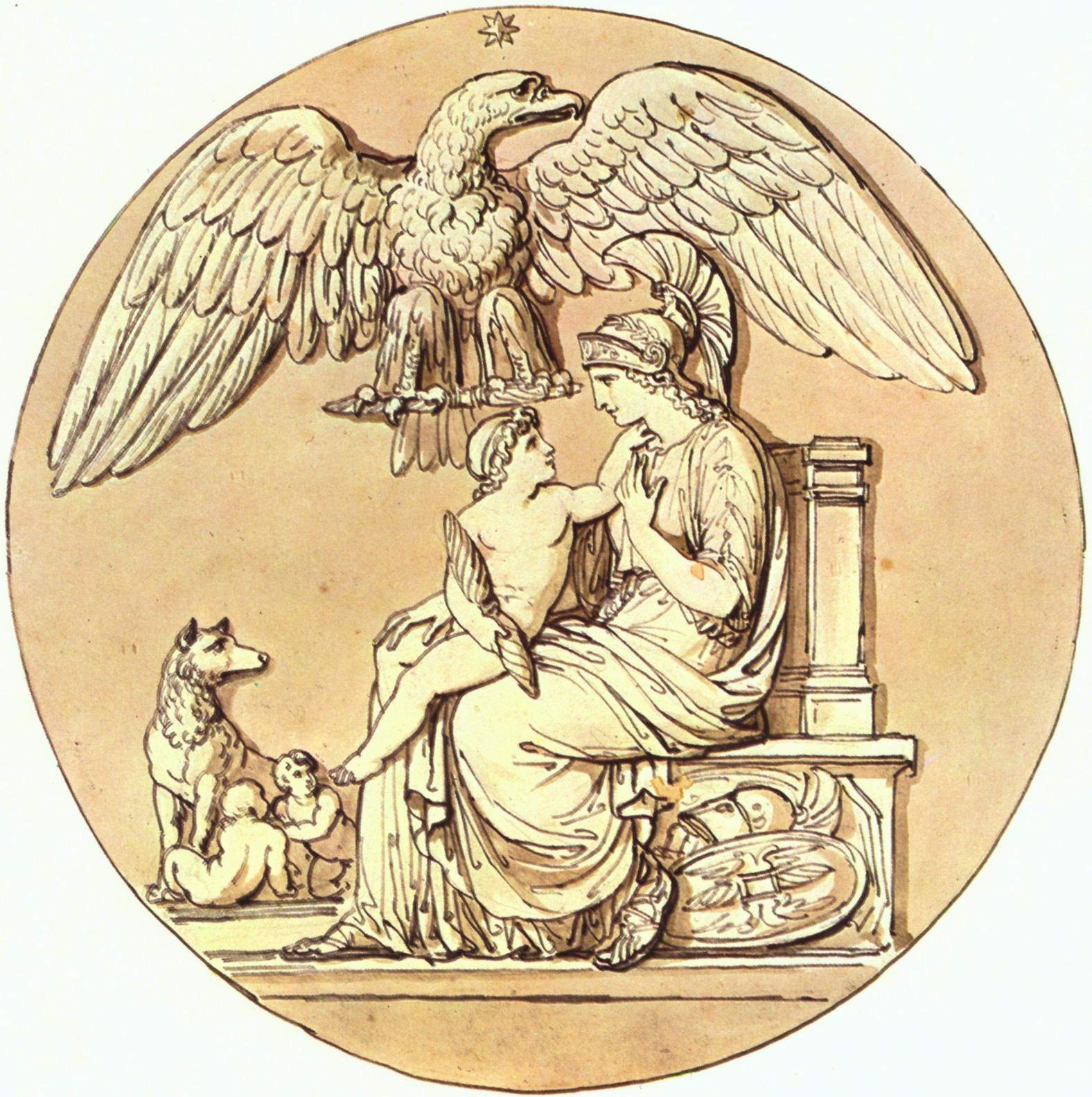
La dea Roma ed il Re di Roma, Museo napoleonico di Roma

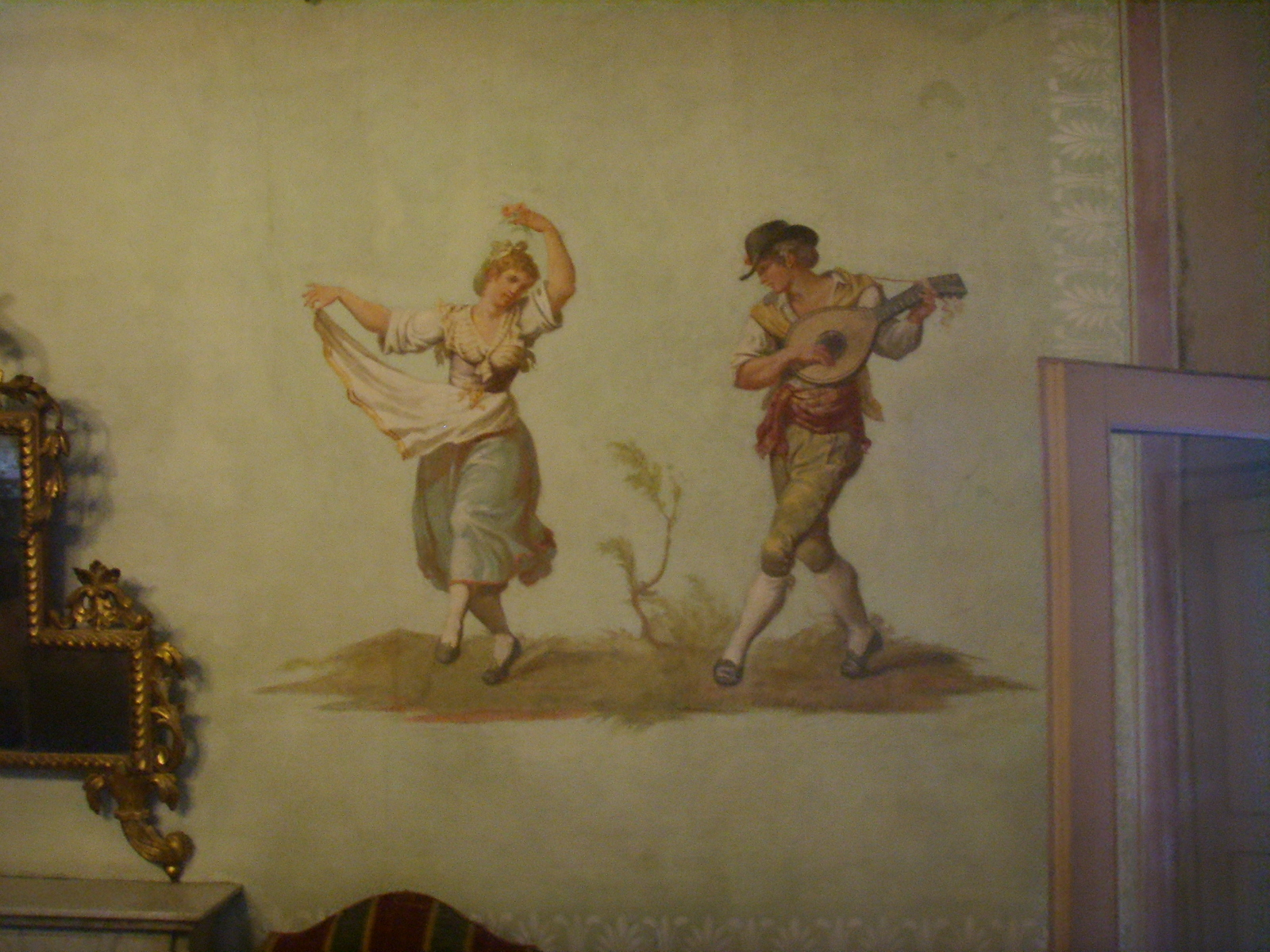
Affresco nella Villa Villoresi di Sesto Fiorentino

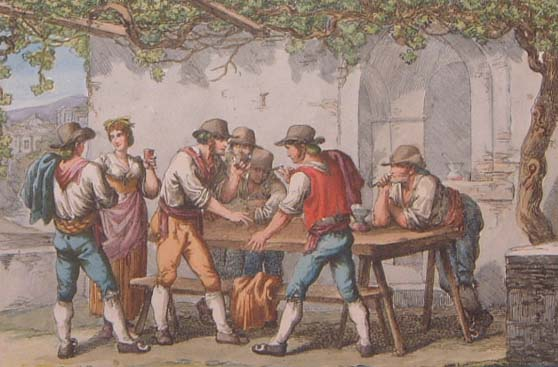
Giocatori di morra

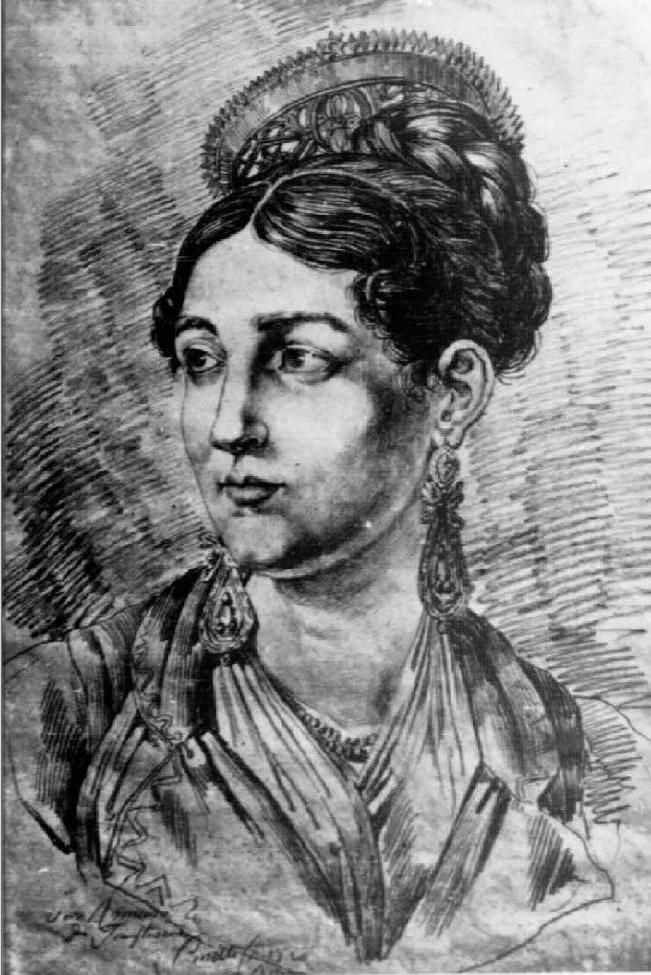
Vera Trasteverina

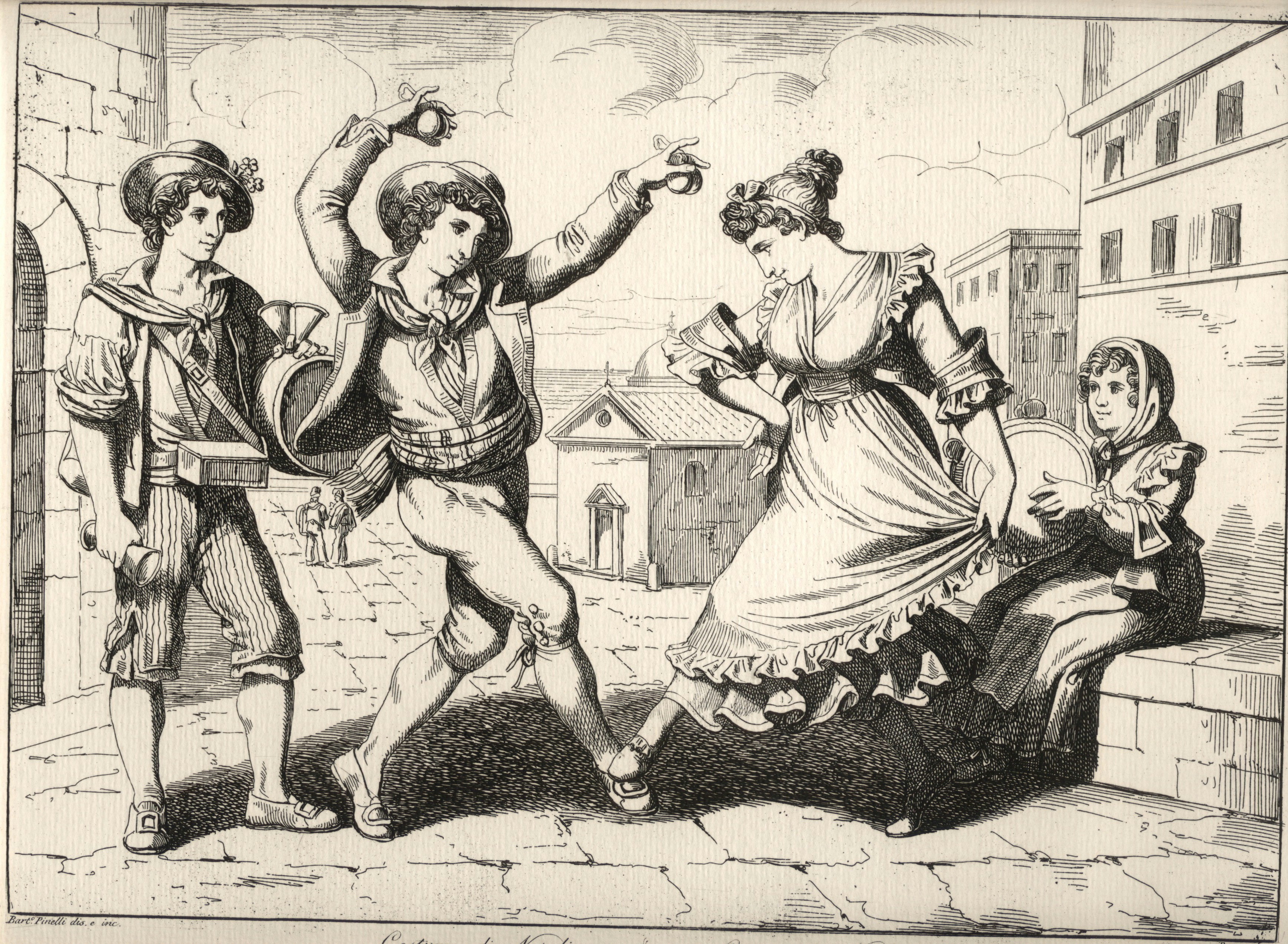
Raccolta dei Costumi del Regno di Napoli:
"Costume di Napoli"

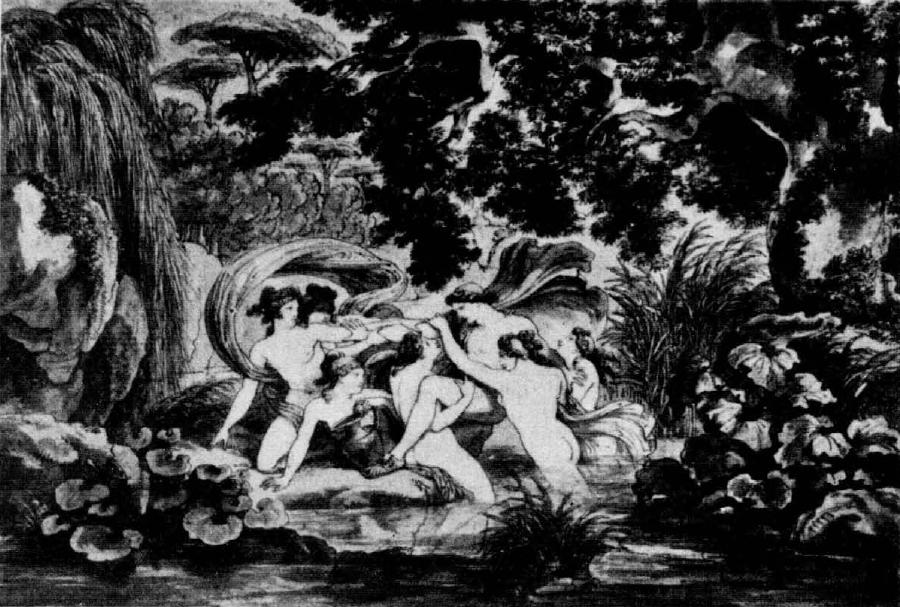
Bagnanti

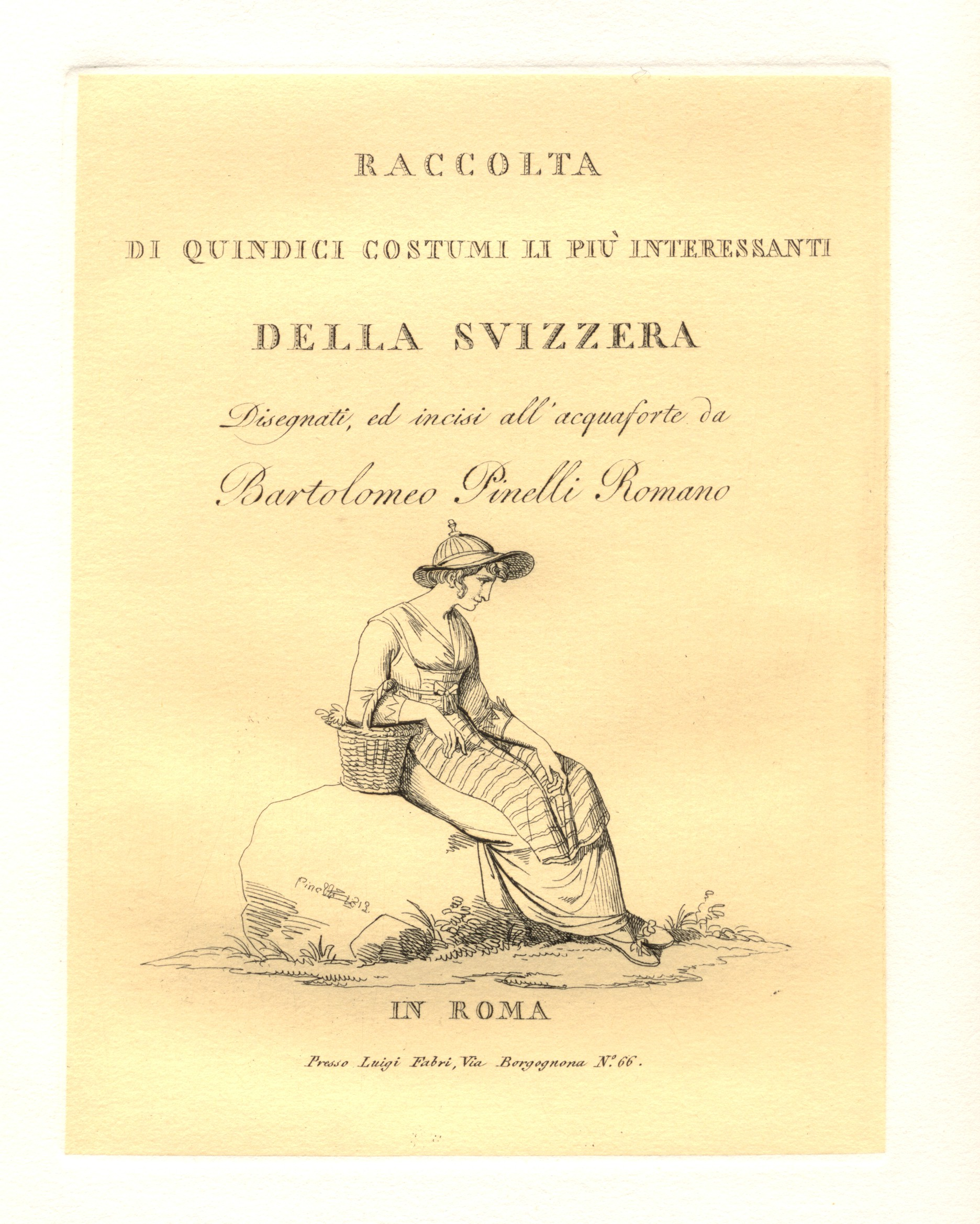
Frontespizio della raccolta di 15 Costumi della Svizzera

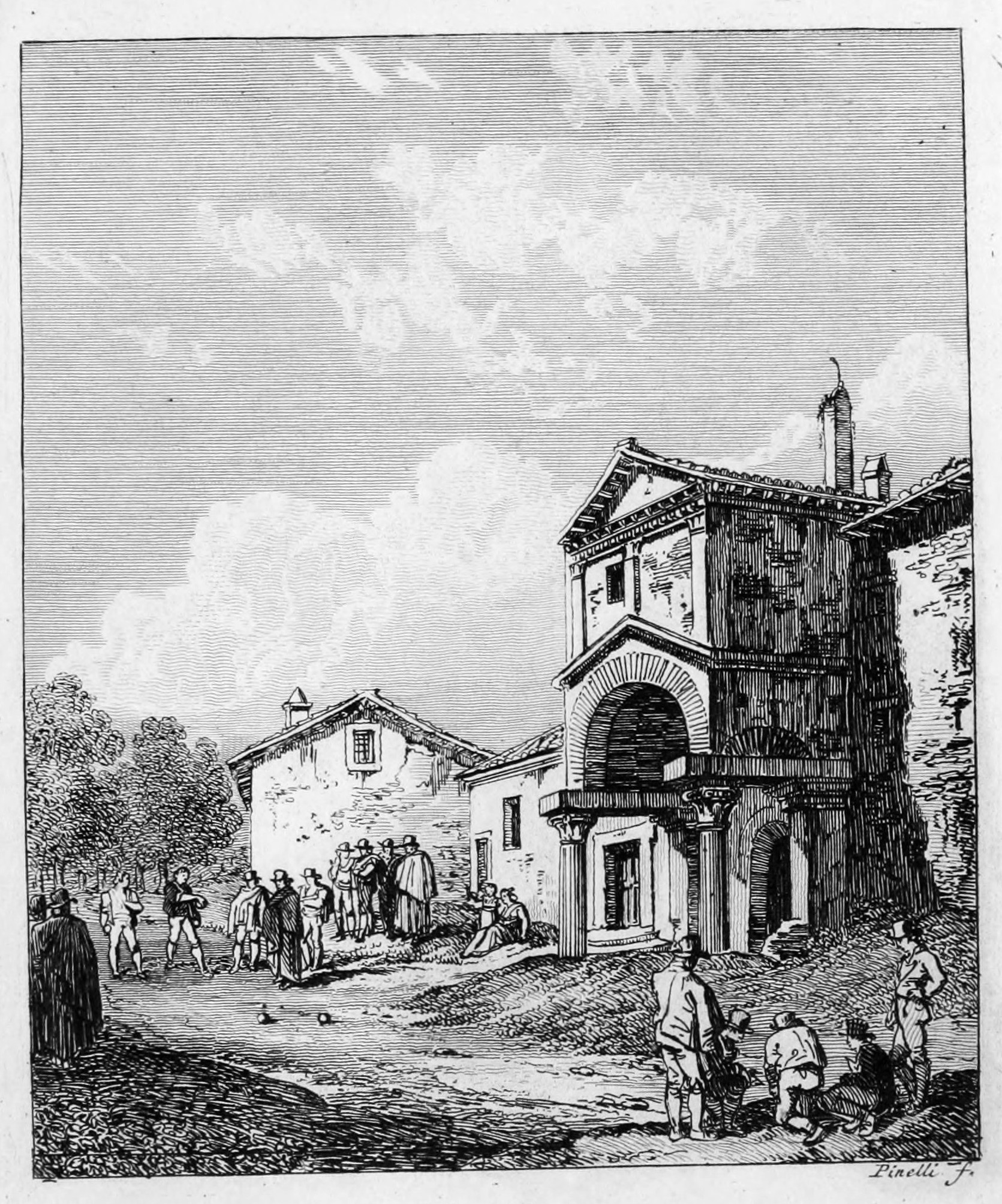
Piazza di S. Cosimato in Trastevere

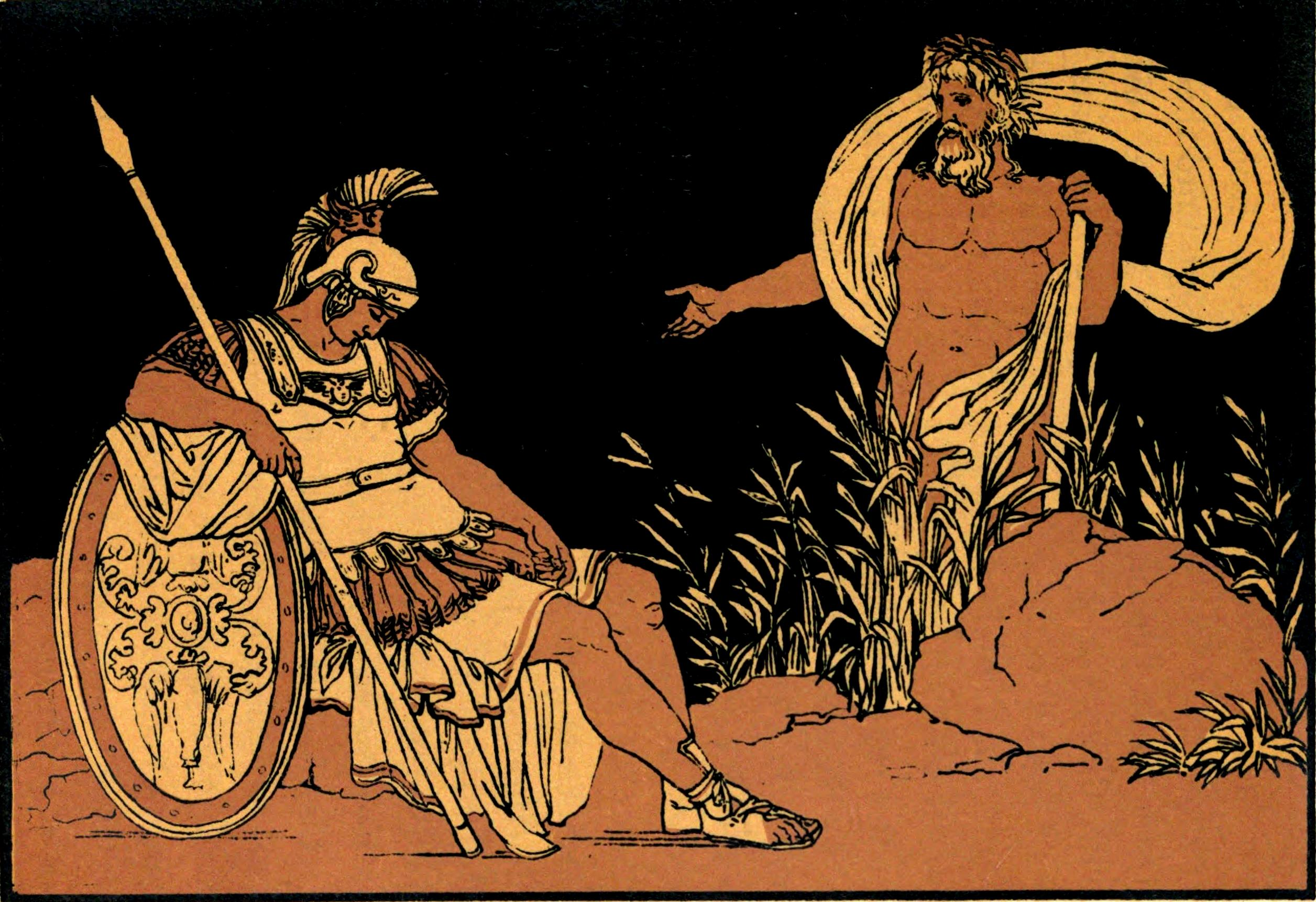
Enea e il dio Tiberino

Nacque a Roma il 20 novembre 1781, da Giovanni Battista e Francesca Gianfarani, in un edificio del rione di Trastevere oggi non più esistente, ma in corrispondenza del quale si trovano una lapide ed un busto bronzeo in suo onore.
Suo padre era un modellatore di statue devozionali, e lo avviò all'arte della manipolazione della ceramica. Tuttavia le sue capacità nel campo della figurazione si sarebbero esplicate soprattutto attraverso le tecniche dell'incisione, del disegno e della pittura. Si formò prima all'Accademia di Belle Arti di Bologna, città dove la famiglia si era trasferita nel 1792, e poi all'Accademia di San Luca a Roma, dove era tornato nel 1799. Nello stesso 1799 cominciò la collaborazione con Franz Kaisermann, per il quale dipinse le figure delle sue vedute all'acquerello. Nel frattempo diede inizio ai suoi studi, sbocciati poi (1807) nell'Album di trentasei acquerelli di Scene e Costumi di Roma e del Lazio.
Quanto al suo aspetto fisico e alle sue abitudini comportamentali, così scrisse di lui un contemporaneo:
(David Silvagni, La corte e la società romana nei secoli XVII e XIX, Roma, Forzani & C. Tipografi del Senato, 1881-4, voll. 3, vol. III, p. 395)
Del 1809 è la sua prima serie di incisioni dal titolo Raccolta di cinquanta costumi pittoreschi incisi all'acquaforte. Fu probabilmente nello stesso anno che contrasse il matrimonio con Mariangela Gatti, avvenuto con rito repubblicano e dal quale nacquero una figlia femmina, forse morta in giovane età e di cui non si conoscono nemmeno gli estremi anagrafici, e un maschio, Achille. Nel 1816 realizzò le illustrazioni per la Storia Romana e nel 1821 quelle per la Storia Greca. Tra il 1822 e il 1823 realizzò le cinquantadue tavole per il Meo Patacca. Oltre al repertorio di immagini dedicate ai costumi romani, Pinelli divenne noto per aver illustrato numerosi libri, realizzando cicli ispirati a Iliade, Odissea, Eneide e alla mitologia greco-romana in generale: opere che maggiormente rivelano l'impronta del neoclassicismo.
Il 25 agosto 1834, per la sua indifferenza al precetto pasquale, ricevette con disprezzo l'interdetto.
Morì povero il 1º aprile del 1835, lasciando incompleta l'illustrazione del Maggio romanesco di Giovanni Camillo Peresio.

## La morte der zor Meo
Pochi giorni dopo Giuseppe Gioachino Belli scrisse il seguente sonetto:
La morte der zor Meo
Sì, quello che pportava li capelli
Ggiù pp'er gruggno e la mosca ar barbozzale,
Er pittor de Trestevere, Pinelli,
È ccrepato pe ccausa d'un bucale.
V'abbasti questo, ch'er dottor Mucchielli,
Vista ch'ebbe la mmerda in ner pitale,
Cominciò a storce e a mmasticalla male,
Eppoi disse: "Intimate li Fratelli."
Che aveva da lassà? Ppe ffà bbisboccia.
Ner Gabbionaccio de padron Torrone,
È mmorto co ttre ppavoli in zaccoccia.
E ll'anima? Era ggià scummunicato,
Ha cchiuso l'occhi senza confessione...
Cosa ne dite? Se sarà ssarvato?
9 aprile 1835

## Opere
Oreste Raggi, nel suo libretto scritto il 1835, l'anno stesso della morte dell'artista, cita oltre a moltissimi disegni ed acquerelli circa 40 raccolte di stampe, pubblicate a Roma con una decina di editori diversi.
Tra queste:
- Raccolta di Costumi di Roma (1809) - 50 rami
- Altra raccolta di Costumi di Roma (?) - 50 rami
- Il carnevale di Roma (?) - "un rame solo"
- Istoria Romana - 101 stampe (editore Giovanni Scudellari)
- La storia degli Imperatori, cominciando da Ottavio - 101 stampe (editore Giovanni Scudellari)
- Dante, Inferno, Purgatorio e Paradiso - 145 stampe (editore Giovanni Scudellari)
- Costumi della Campagna Romana (1823) - 50 rami (editore Giovanni Scudellari)
- Il Tasso - La Gerusalemme Liberata - 72 stampe (editore Giovanni Scudellari)
- L'Ariosto - L'Orlando Furioso - 100 stampe (editore Giovanni Scudellari)
- Eneidi (sic) di Virgilio - 50 rami (editore Luigi Fabri)
- Raccolta di costumi antichi
- Istoria Greca - rami 100
- Costumi del Regno di Napoli - 50 rami - (1828) (editore Giovanni Scudellari)
- Meo Patacca - 50 rami
- Raccolta di quindici costumi li più interessanti della Svizzera (1813) - 16 rami (editore Luigi Fabri)

## Bartolomeo Pinelli nei musei
Elenco dei musei ed enti che espongono opere dell'artista:
- Gabinetto delle Stampe, Dresda
- Gabinetto delle Stampe, Parigi
- Galleria Nazionale d'Arte Moderna, Roma
- Musei Capitolini, Roma
- Museo del vino, Torgiano (PG)
- Museo di Roma, Palazzo Braschi, Roma
- Museo di Roma in Trastevere, Roma
- Museo Illustrazione Ragazzi, Jesi (AN)
- Museo Casa Natale di Michelangelo Buonarroti, Caprese Michelangelo (AR)
- Museo napoleonico di Roma
- Museo Thorvaldsen, Copenaghen
- Pinacoteca Civica, Ripatransone (AP)
- Uffizi, Firenze
- Villa Villoresi, Sesto Fiorentino (FI)
- Casa del Manzoni, Milano
- Museo delle terre di confine, Sonnino (LT)